# Batalla de Montlhéry
La batalla de Montlhéry (al norte de esta ciudad y Longpont) tuvo lugar el 16 de julio de 1465 entre Luis XI de Francia y Carlos el Temerario de la Liga del Bien Público. El resultado indeciso de la batalla no decidió el destino de la guerra.

## Contexto

### Agitación entre los grandes señores feudales
Rey durante cuatro años, Luis XI activó una cláusula en el tratado de Arras (1435) y compró las ciudades del Somme al duque Felipe el Bueno de Borgoña por 400 000 escudos de oro, enfrentándose a la gran ira de su hijo Carlos. Al hacerlo, Luis XI revirtió su alianza con el duque de Borgoña con quien se había refugiado previamente durante los últimos cinco años del reinado de Carlos VII. Esta ira del conde de Charolais (futuro Carlos el Temerario) causada por la pérdida de las ciudades del Somme, que él consideraba como una parte estratégica del Estado borgoñón, es el origen de la formación de la Liga del Bien Público.
Si Borgoña quería al menos recuperar las fortalezas perdidas de la Picardía, los otros grandes señores feudales esperaban, si no ganancias territoriales, al menos un aumento en su independencia de la corona. Además de Felipe el Bueno, cuyo ejército es comandado por su hijo, el conde de Charolais, la liga incluye al duque Francisco II de Bretaña, el duque Juan II de Borbón, el duque Carlos de Valois de Berry (el hermano menor del rey) y el duque Juan II de Lorena, entre otros. El objetivo de los integrantes de la liga no es ganar una guerra, sino reunir un ejército lo suficientemente poderoso como para impresionar al rey y obtener concesiones. En cuanto al rey, no buscó, al principio, una batalla, que consideró demasiado arriesgada; más bien quería moverse con un ejército imponente, para impresionar a sus adversarios por separado y que renunciaran a su proyectos.

## Fuerzas enfrentadas
Al amanecer del 14 de julio, después de una marcha forzada que dejó atrás a su infantería y la mayor parte de su artillería, Luis XI y sus hombres llegaron a Étampes. El rey depositó sus joyas y tesoros allí en el castillo fortificado, mientras reúne a su caballería al ejército del conde de Maine de unos 15 000 soldados profesionales y experimentados (compagnies d'ordonnance), principalmente caballería.
El ejército del conde de Charolais tenía 20 000 hombres, incluidos alrededor de 14 000 hombres de armas. También tiene muchos vagones sólidos, que pueden ser útiles en la batalla como puntos de apoyo, y una gran artillería.